# Harry Anderson
Harry Laverne Anderson (Newport, Rhode Island, Estados Unidos, 14 de outubro de 1952 - Asheville, Carolina do Norte, Estados Unidos, 16 de abril de 2018) foi um ator e mágico estadunidense.

## Filmografia selecionada
- 1990: It